# Ekonomizer
Ekonomizer (przest. oszczędzacz) - urządzenie służące do redukcji zużycia energii, które funkcjonalnie jest wymiennikiem ciepła. Ekonomizery są używane w związku z ogrzewaniem, wentylacją i klimatyzacją w budynkach, a także elektrowniach cieplnych i szeroko pojętym chłodnictwie. Najprostszym przykładem ekonomizera jest wymiennik ciepła.